# Silene surculosa
Silene surculosa är en nejlikväxtart som beskrevs av Hub.-mor. Silene surculosa ingår i släktet glimmar, och familjen nejlikväxter. Inga underarter finns listade i Catalogue of Life.